# Colossendeis mica
Colossendeis mica is een zeespin uit de familie Colossendeidae. De soort behoort tot het geslacht Colossendeis. Colossendeis mica werd in 1970 voor het eerst wetenschappelijk beschreven door Pushkin. 